# Зимбабве на летних Олимпийских играх 2016
Зимбабве на летних Олимпийских играх 2016 будет представлен как минимум в семи видах спорта.

## Состав сборной
Академическая гребля
1. Эндрю Пиблз
2. Мишин Торникрофт

 Конный спорт
1. Камилла Крюгер

 Лёгкая атлетика
1. Виримаи Джуваво
2. Габриэль Мвумвуре
3. Пардон Ндлову
4. Катберт Нясанго
5. Татенда Тсумба
6. Рутендо Ньяхора

 Плавание
1. Шейн Ганн
2. Кирсти Ковентри

 Стрельба
1. Майкл Николсон

 Стрельба из лука
1. Гэвин Сазерленд

 Футбол
- Квота 1
- Квота 2
- Квота 3
- Квота 4
- Квота 5
- Квота 6
- Квота 7
- Квота 8
- Квота 9
- Квота 10
- Квота 11
- Квота 12
- Квота 13
- Квота 14
- Квота 15
- Квота 16
- Квота 17
- Квота 18

## Результаты соревнований

### Академическая гребля
В следующий раунд из каждого заезда проходят несколько лучших экипажей (в зависимости от дисциплины). В отборочный заезд попадают спортсмены, выбывшие в предварительном раунде. В финал A выходят 6 сильнейших экипажей, остальные разыгрывают места в утешительных финалах B-F.
Мужчины
| Соревнование | Спортсмены  | Предварительный заезд | Предварительный заезд | Предварительный заезд | Отборочный заезд | Отборочный заезд | Отборочный заезд | Четвертьфинал | Четвертьфинал | Четвертьфинал | Полуфинал     | Полуфинал     | Полуфинал     | Финал   | Финал   | Итоговое место |
| Соревнование | Спортсмены  | Заезд                 | Время                 | Место                 | Заезд            | Время            | Место            | Заезд         | Время         | Место         | Заезд         | Время         | Место         | Время   | Место   | Итоговое место |
| ------------ | ----------- | --------------------- | --------------------- | --------------------- | ---------------- | ---------------- | ---------------- | ------------- | ------------- | ------------- | ------------- | ------------- | ------------- | ------- | ------- | -------------- |
| одиночки     | Эндрю Пиблз | 4                     | 7:25,39               | 5                     | 3                | 7:17,19          | 3                | не участвовал | не участвовал | не участвовал | Полуфинал E/F | Полуфинал E/F | Полуфинал E/F | Финал E | Финал E | 25             |
| одиночки     | Эндрю Пиблз | 4                     | 7:25,39               | 5                     | 3                | 7:17,19          | 3                | не участвовал | не участвовал | не участвовал | 2             | 7:45,20       | 1             | 7:43,98 | 1       | 25             |

Женщины
| Соревнование | Спортсмены       | Предварительный заезд | Предварительный заезд | Предварительный заезд | Отборочный заезд | Отборочный заезд | Отборочный заезд | Четвертьфинал | Четвертьфинал | Четвертьфинал | Полуфинал     | Полуфинал     | Полуфинал     | Финал | Финал | Итоговое место |
| Соревнование | Спортсмены       | Заезд                 | Время                 | Место                 | Заезд            | Время            | Место            | Заезд         | Время         | Место         | Заезд         | Время         | Место         | Время | Место | Итоговое место |
| ------------ | ---------------- | --------------------- | --------------------- | --------------------- | ---------------- | ---------------- | ---------------- | ------------- | ------------- | ------------- | ------------- | ------------- | ------------- | ----- | ----- | -------------- |
| одиночки     | Мишин Торникрофт | 1                     | 8:18,88               | 2 Q                   | Не участвовала   | Не участвовала   | Не участвовала   | 3             | 7:34,38       | 2 Q           | Полуфинал A/B | Полуфинал A/B | Полуфинал A/B | Финал | Финал |                |
| одиночки     | Мишин Торникрофт | 1                     | 8:18,88               | 2 Q                   | Не участвовала   | Не участвовала   | Не участвовала   | 3             | 7:34,38       | 2 Q           |               |               |               |       |       |                |

### Водные виды спорта

#### Плавание
В следующий раунд на каждой дистанции проходят спортсмены, показавшие лучший результат, независимо от места, занятого в своём заплыве.
Мужчины
| Дистанция                 | Спортсмены | Предварительный раунд | Предварительный раунд | Предварительный раунд | Полуфинал            | Полуфинал            | Полуфинал            | Финал                | Финал                |
| Дистанция                 | Спортсмены | Заплыв                | Результат             | Место                 | Заплыв               | Результат            | Место                | Результат            | Место                |
| ------------------------- | ---------- | --------------------- | --------------------- | --------------------- | -------------------- | -------------------- | -------------------- | -------------------- | -------------------- |
| 100 метров вольным стилем | Шейн Ганн  | 2                     | 50,87                 | 48                    | завершил выступление | завершил выступление | завершил выступление | завершил выступление | завершил выступление |

Женщины
| Дистанция           | Спортсмены      | Предварительный раунд | Предварительный раунд | Предварительный раунд | Полуфинал | Полуфинал | Полуфинал | Финал                 | Финал                 |
| Дистанция           | Спортсмены      | Заплыв                | Результат             | Место                 | Заплыв    | Результат | Место     | Результат             | Место                 |
| ------------------- | --------------- | --------------------- | --------------------- | --------------------- | --------- | --------- | --------- | --------------------- | --------------------- |
| 100 метров на спине | Кирсти Ковентри | 3                     | 1:00,13               | 11 Q                  | 2         | 1:00,26   | 11        | завершила выступление | завершила выступление |
| 200 метров на спине | Кирсти Ковентри |                       |                       |                       |           |           |           |                       |                       |

### Конный спорт
Троеборье
Троеборье состоит из манежной езды, полевых испытаний и конкура. В выездке оценивается степень контроля всадника над лошадью и способность выполнить обязательные элементы выступления. Также при выступлении оценивается внешний вид лошади и всадника. Жюри выставляет, как положительные оценки за удачно выполненные упражнения, так и штрафные баллы за различного рода ошибки. После окончания выступления по специальной формуле вычисляется количество штрафных очков. Соревнования по кроссу требуют от лошади и её наездника высокой степени физической подготовленности и выносливости. Дистанция для кросса достаточно протяжённая и имеет множество препятствий различного типа. Штрафные очки во время кросса начисляются за сбитые препятствия, за превышение лимита времени и за опасную езду. В конкуре за каждое сбитое препятствие спортсмену начисляются 4 штрафных балла, а за превышение лимита времени 1 штрафное очко (за каждую каждую, сверх нормы времени, начатую секунду).
| Соревнование     | Спортсмены                       | Выездка | Кросс  | Кросс | Конкур | Конкур | Финальный конкур     | Финальный конкур     | Всего     | Всего |
| Соревнование     | Спортсмены                       | Штраф   | Штраф  | Штраф | Штраф  | Штраф  | Штраф                | Штраф                | Всего     | Всего |
| Соревнование     | Спортсмены                       | Баллы   | Прыжки | Время | Прыжки | Время  | Прыжки               | Время                | Результат | Место |
| ---------------- | -------------------------------- | ------- | ------ | ----- | ------ | ------ | -------------------- | -------------------- | --------- | ----- |
| личное троеборье | Камилла Крюгер лошадь — Biarritz | 59,40   | 0,00   | 40,40 | 8      | 4,00   | завершил выступление | завершил выступление | 111,80    | 35    |

### Лёгкая атлетика
Мужчины
Мужчины
Беговые дисциплины
| Дисциплина        | Спортсмен         | Предварительный раунд | Предварительный раунд | Предварительный раунд | Четвертьфиналы | Четвертьфиналы | Четвертьфиналы | Полуфиналы | Полуфиналы | Полуфиналы | Финал | Финал |
| Дисциплина        | Спортсмен         | Забег                 | Время                 | Место                 | Забег          | Время          | Место          | Забег      | Время      | Место      | Время | Место |
| ----------------- | ----------------- | --------------------- | --------------------- | --------------------- | -------------- | -------------- | -------------- | ---------- | ---------- | ---------- | ----- | ----- |
| бег на 100 метров | Габриэль Мвумвуре |                       |                       |                       |                |                |                |            |            |            |       |       |
| бег на 200 метров | Татенда Тсумба    |                       |                       |                       |                |                |                |            |            |            |       |       |

Шоссейные дисциплины
| Дисциплина | Спортсмен       | Время | Место | Отставание |
| ---------- | --------------- | ----- | ----- | ---------- |
| марафон    | Пардон Ндлову   |       |       |            |
| марафон    | Катберт Нясанго |       |       |            |
| марафон    | Виримаи Джуваво |       |       |            |

Женщины
Шоссейные дисциплины
| Дисциплина | Спортсмен       | Время | Место | Отставание |
| ---------- | --------------- | ----- | ----- | ---------- |
| марафон    | Рутендо Ньяхора |       |       |            |

### Стрельба
В январе 2013 года Международная федерация спортивной стрельбы приняла новые правила проведения соревнований на 2013—2016 года, которые, в частности, изменили порядок проведения финалов. Во многих дисциплинах спортсмены, прошедшие в финал, теперь начинают решающий раунд без очков, набранных в квалификации, а финал проходит по системе с выбыванием. Также в финалах после каждого раунда стрельбы из дальнейшей борьбы выбывает спортсмен с наименьшим количеством баллов. В скоростном пистолете решающие поединки проходят по системе попал-промах. В стендовой стрельбе добавился полуфинальный раунд, где определяются по два участника финального матча и поединка за третье место.
Мужчины
| Соревнование | Спортсмены     | Квалификация | Квалификация | Полуфинал            | Полуфинал            | Финал                | Финал                |
| Соревнование | Спортсмены     | Результат    | Место        | Результат            | Место                | Соперник/ Результат  | Место                |
| ------------ | -------------- | ------------ | ------------ | -------------------- | -------------------- | -------------------- | -------------------- |
| дубль-трап   | Майкл Николсон | 119          | 19           | завершил выступление | завершил выступление | завершил выступление | завершил выступление |

### Стрельба из лука
В квалификации соревнований лучники выполняют 12 серий выстрелов по 6 стрел с расстояния 70-ти метров. По итогам предварительного раунда составляется сетка плей-офф, где в 1/32 финала 1-й номер посева встречается с 64-м, 2-й с 63-м и.т.д. В поединках на выбывание спортсмены выполняют по три выстрела. Участник, набравший за эту серию больше очков получает 2 очка. Если же оба лучника набрали одинаковое количество баллов, то они получают по одному очку. Победителем пары становится лучник, первым набравший 6 очков.
Мужчины
| Соревнование              | Спортсмены      | Квалификация | Квалификация | 1/32 финала             | 1/16 финала          | 1/8 финала           | Четвертьфинал        | Полуфинал            | Финал                | Место |
| Соревнование              | Спортсмены      | Результат    | Место        | Соперник Результат      | Соперник Результат   | Соперник Результат   | Соперник Результат   | Соперник Результат   | Соперник Результат   | Место |
| ------------------------- | --------------- | ------------ | ------------ | ----------------------- | -------------------- | -------------------- | -------------------- | -------------------- | -------------------- | ----- |
| индивидуальное первенство | Гэвин Сазерленд | 566          | 64           | KORКим У Джин (1) П 0:6 | завершил выступление | завершил выступление | завершил выступление | завершил выступление | завершил выступление | 33    |

### Футбол

#### Женщины
Женская сборная Зимбабве квалифицировалась на Игры, одержав победу в олимпийском квалификационном турнире КАФ 2015 года.
Состав
| №              | Имя                 | Клуб               | Дата рождения    | Возраст | Игр     | Голов   |
| Вратари        | Вратари             | Вратари            | Вратари          | Вратари | Вратари | Вратари |
| -------------- | ------------------- | ------------------ | ---------------- | ------- | ------- | ------- |
| 1              | Чидо Дзингирай      | Флейм Лили Куинз   | 24 октября 1991  | 24      | 2       | -8      |
| 16             | Линдиве Магведе     | Сайклон Старз      | 30 ноября 1991   | 24      | 2       | -7      |
| Защитники      |                     |                    |                  |         |         |         |
| 2              | Линетт Мутокуто     | Блэк Ринос         | 31 августа 1988  | 27      | 2       | 0       |
| 3              | Шейла Макото        | Блю Суоллоуз Куинз | 13 января 1990   | 26      | 3       | 0       |
| 4              | Нобуле Маджика      | Инлайн Академи     | 8 мая 1991       | 25      | 3       | 0       |
| 14             | Юнис Шибанда        | Блэк Ринос         | 25 марта 1993    | 23      | 3       | 0       |
| Полузащитники  |                     |                    |                  |         |         |         |
| 5              | Эммакулате Мсипа    | Блэк Ринос         | 6 июня 1992      | 24      | 3       | 1       |
| 6              | Талент Мандаза      | Блэк Ринос         | 10 декабря 1985  | 30      | 3       | 0       |
| 8              | Реджойс Капфумвути  | Инлайн Академи     | 17 ноября 1991   | 24      | 2       | 0       |
| 10             | Мавис Чиранду       | ФК Вирамс          | 14 января 1995   | 21      | 2       | 1       |
| 11             | Дейзи Каитано       | Блэк Ринос         | 19 сентября 1993 | 22      | 3       | 0       |
| 12             | Марджори Ньяумве    | Флейм Лили Куинз   | 9 июля 1987      | 29      | 3       | 0       |
| Нападающие     |                     |                    |                  |         |         |         |
| 7              | Рудо Нешамба (к)    | ФК Вирамс          | 9 февраля 1992   | 24      | 1       | 0       |
| 9              | Самкелисиве Зулу    | Флейм Лили Куинз   | 13 апреля 1990   | 26      | 0       | 0       |
| 13             | Эрина Джеке         | Флейм Лили Куинз   | 15 сентября 1990 | 25      | 2       | 0       |
| 15             | Рутендо Макоре      | Блэк Ринос         | 29 сентября 1992 | 23      | 3       | 0       |
| 17             | Кудакваше Басопо    | Блэк Ринос         | 17 июля 1990     | 26      | 3       | 1       |
| 18             | Фелистас Музонгонди | ФК Мвенезана       | 22 марта 1986    | 30      | 2       | 0       |
| Главный тренер |                     |                    |                  |         |         |         |
| Флаг Зимбабве  | Шадрек Млаузи       | Шадрек Млаузи      | [[ ]] [[ год\|]] |         |         |         |

Результат
Групповой этап (Группа F)
| М | Команда   | И | В | Н | П | Мячи   | ±   | О |
| - | --------- | - | - | - | - | ------ | --- | - |
| 1 | Канада    | 3 | 3 | 0 | 0 | 7 − 2  | +5  | 9 |
| 2 | Германия  | 3 | 1 | 1 | 1 | 9 − 5  | +4  | 4 |
| 3 | Австралия | 3 | 1 | 1 | 1 | 8 − 5  | +3  | 4 |
| 4 | Зимбабве  | 3 | 0 | 0 | 3 | 3 − 15 | −12 | 0 |

| 3 августа 2016 18:00 UTC-3 | \| Зимбабве \| 1:6 (0:2) Отчёт \| Германия \| \| Басопо 50′ \| Голы \| Дебриц 22′ · Попп 36′ · Берингер 53′, 78′ · Лойпольц 83′ · Чибанда 90′ (авт.) \| | Стадион: Арена Коринтианс, Сан-Паулу Зрителей: 20 521 Судья: Рита Гани        |
| Зимбабве                   | 1:6 (0:2) Отчёт | Германия                                                                      |
| Басопо 50′                 | Голы | Дебриц 22′ · Попп 36′ · Берингер 53′, 78′ · Лойпольц 83′ · Чибанда 90′ (авт.) |

| 6 августа 2016 15:00 UTC-3         | \| Канада \| 3:1 (3:0) Отчёт \| Зимбабве \| \| Бекки 7′, 35′ · Синклер 19′ (пен.) \| Голы \| Чиранду 86′ \| | Стадион: Арена Коринтианс, Сан-Паулу Зрителей: 30 295 Судья: Ольга Миранда |
| Канада                             | 3:1 (3:0) Отчёт                                                                                             | Зимбабве                                                                   |
| Бекки 7′, 35′ · Синклер 19′ (пен.) | Голы | Чиранду 86′                                                                |

| 9 августа 2016 16:00 UTC-3                                                                            | \| Австралия \| 6:1 (3:0) Отчёт \| Зимбабве \| \| Лиза Де Ванна 2′ · Клэр Полкинхорн 15′ · Аланна Кеннеди 37′ · Кайя Саймон 50′ · Мишель Хейман 55′ 66′ \| Голы \| Эммакулейт Мсипа 90+1′ \| | Стадион: Фонте-Нова, Салвадор Зрителей: 5115 Судья: Эстер Штаубли |
| Австралия                                                                                             | 6:1 (3:0) Отчёт | Зимбабве                                                          |
| Лиза Де Ванна 2′ · Клэр Полкинхорн 15′ · Аланна Кеннеди 37′ · Кайя Саймон 50′ · Мишель Хейман 55′ 66′ | Голы | Эммакулейт Мсипа 90+1′                                            |